# Episodi di La vita segretissima di Edgar Briggs
La prima e unica stagione della serie televisiva La vita segretissima di Edgar Briggs è stata trasmessa in anteprima in Gran Bretagna dalla ITV tra il 15 settembre 1974 e il 20 dicembre 1974.
| nº | Titolo originale                      | Titolo italiano | Prima TV USA      | Prima TV Italia |
| -- | ------------------------------------- | --------------- | ----------------- | --------------- |
| 1  | The Assassin/A Dinner Date with Death |                 | 15 settembre 1974 |                 |
| 2  | The Defector                          |                 | 22 settembre 1974 |                 |
| 3  | The Leak                              |                 | 29 settembre 1974 |                 |
| 4  | The Escape Route                      |                 | 6 ottobre 1974    |                 |
| 5  | The Abduction                         |                 | 25 ottobre 1974   |                 |
| 6  | The Exchange                          |                 | 1º novembre 1974  |                 |
| 7  | The Courier                           |                 | 8 novembre 1974   |                 |
| 8  | The Traitor                           |                 | 15 novembre 1974  |                 |
| 9  | The K.G.B.                            |                 | 22 novembre 1974  |                 |
| 10 | The Drawing                           |                 | 29 novembre 1974  |                 |
| 11 | The President                         |                 | 6 dicembre 1974   |                 |
| 12 | The Appointment                       |                 | 13 dicembre 1974  |                 |
| 13 | The Contact                           |                 | 20 dicembre 1974  |                 |